# Décès en janvier 1952
Décès
- 1948
- 1949
- 1950
- 1951
- 1952
- 1953
- 1954
- 1955
- 1956

Pour une information complémentaire, voir la page d'aide.

| Date      | Nom             | Pays                   | Activités      | Âge | Source |
| --------- | --------------- | ---------------------- | -------------- | --- | ------ |
| 5 janvier | Georges Stimart | Drapeau de la Belgique | Peintre belge. | 65  |        |